# Sansevieria kirkii
Dracaena kirkii (Sansevieria kirkii) es una especie de Dracaena (Sansevieria) perteneciente a la familia de las asparagáceas, originaria de  África oriental.
Ahora se la ha incluido en el gen de Dracaena debido a los estudios moleculares de su filogenia

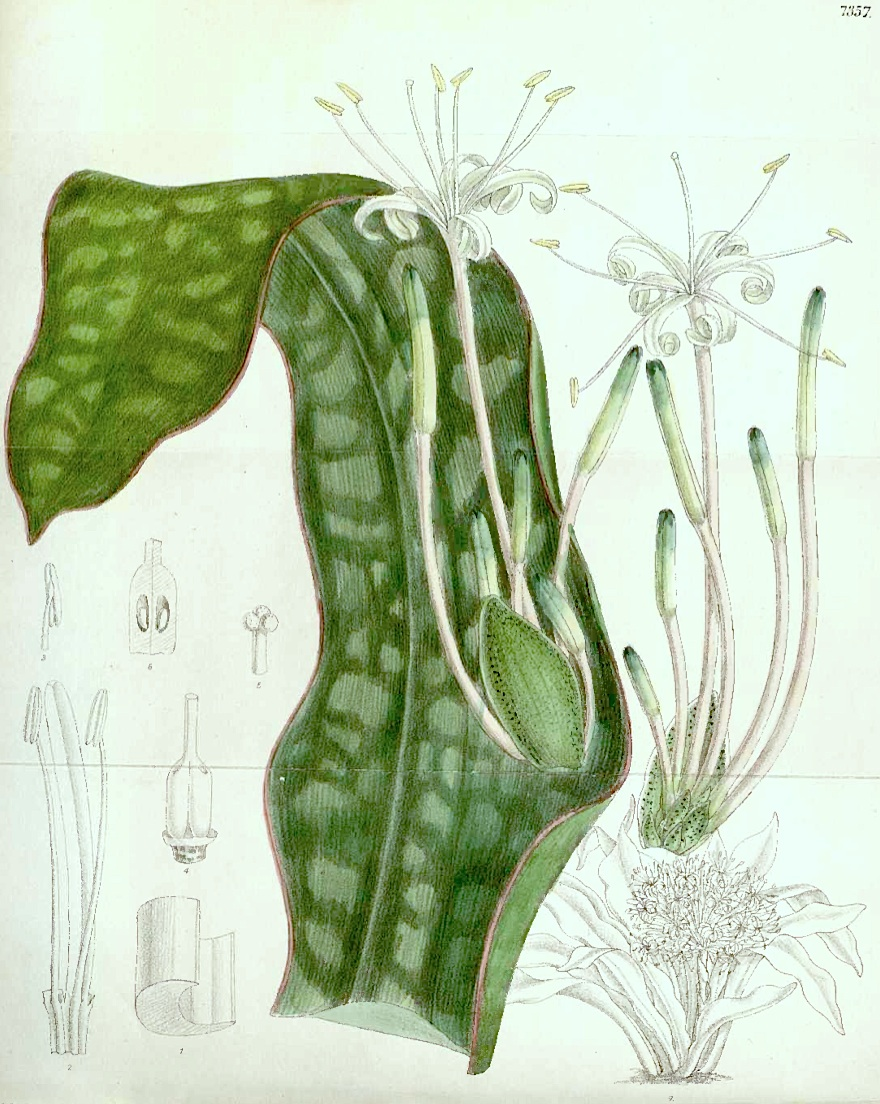
Ilustración con detalle de la hoja

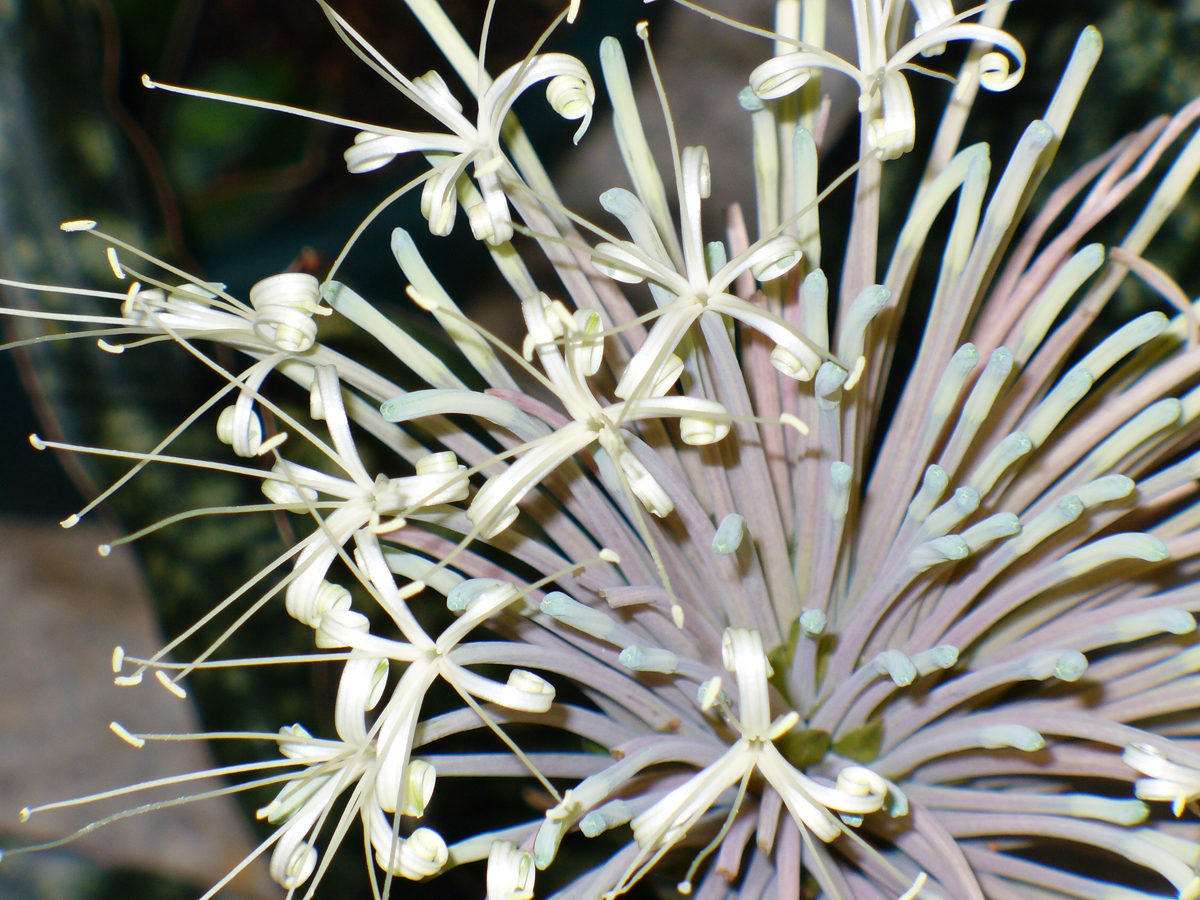
Inflorescencias en detalle.

## Descripción
Es una planta herbácea sin tallo con rizoma subterráneo, con hojas escamosas. Las hojas en número de 1-3, son erectas o ascendentes y se extienden a la parte superior recurvadas o caídas, incluso, alargado-lanceoladas o en general en forma de cinta, con un tamaño de 45-180 (-270) de longitud y 5.8-8.8 cm de ancho, con 0.8-1.4 cm de espesor en el centro, muy rígidas para  coriáceas hacia el ápice agudo, los márgenes de color marrón rojizo,  con bordes blancos en los juveniles, a menudo en condiciones de romperse en forma de fibras. Las inflorescencia corimbosas, de  37-60 cm de largo. El fruto es una baya globosa.

## Distribución
Se distribuye desde Gabón a Tanzania y el sur de África tropical por Gabón, Zaire, Kenia, Tanzania, Malaui, Mozambique, Zambia y Zimbabue.

## Taxonomía
Sansevieria kirkii fue descrita por John Gilbert Baker y publicado en Bulletin of Miscellaneous Information Kew 1887: 3, 8, f. 5, en el año 1887.
Etimología
Sansevieria nombre genérico que debería ser "Sanseverinia" puesto que su descubridor, Vincenzo Petanga, de Nápoles, pretendía dárselo en conmemoración a Pietro Antonio Sanseverino, duque de Chiaromonte y fundador de un jardín de plantas exóticas en el sur de Italia. Sin embargo, el botánico sueco Thunberg que fue quien lo describió, lo denominó Sansevieria, en honor del militar, inventor y erudito napolitano Raimondo di Sangro (1710-1771), séptimo príncipe de Sansevero.
kirkii: epíteto otorgado en honor del botánico John Kirk.
Sinonimia
- Sansevieria aubrytiana Gérôme & Labroy
- Sansevieria raffillii var. pulchra N.E.Br.[10]